# 名数
名数（めいすう）とは、同類のものをいくつかまとめ、その数をつけて総称する呼び方のことである。
第二の意味として、助数詞が付いた数字一般を指す。（「一本」、「2足」、「参艘」など）

## 定義
例えば、景勝地のうち特に優れた3つをまとめて「日本三景」と呼んだり、ある人の弟子の中で特に優れた人10人をまとめて「十哲」と呼んだりするようなものである。必ずしも最も優れたもの（トップ3、トップ10など）を選んでいるとは限らない。諸説あって「三大○○」「四大○○」に何が入って何が入らないのか、厳密に定まっていない場合もある。

## 名数辞典
名数を集めて一つの書籍にしたものを名数辞典（または名数事典、名数書）と呼び、多くのものが出版されている。これらには名数だけでなく、数値の付いた語全般が収録されている事も多い。単独の書物になっているものの他に小規模なものが辞典類や年表・ハンドブック類の中に収録されていることもある。
- 朝倉治彦ほか編『日本名数辞典』東京堂出版、1979年。
- 森睦彦編『名数数詞辞典』東京堂出版、1980年6月。
- 川越泰博編『中国名数辞典』国書刊行会、1980年。
- 『名数歴史人物辞典』恵友社、1986年9月。
- 日本情報センター編『日本の名数シリーズ 1 日本三大四大五大事典 自然・動・植物編』ナンバーワン、1987年10月。 ISBN 4-931016-11-1
- 加瀬清志、畑田国男『日本三大ブック』講談社、1993年3月。 ISBN 978-4062061568
- 小田栄一、森谷尅久『茶道名数事典』淡交社、1985年3月。 ISBN 978-4473008930
- 村石斗志夫『名数事典』大泉書店、1986年9月。
- 南清彦著『名数絵解き事典  付録数字のつく人名、地名』叢文社、2000年1月。 ISBN 4-7947-0320-1
- 『名数人名事典』日外アソシエーツ、2000年12月。 ISBN 978-4816916342
- 南清彦著『増補改訂版 名数絵解き事典』叢文社、2001年7月。 ISBN 4-7947-0379-1
- 伊宮伶編『「七つの海」を知っていますか? 知っているようで知らない名数物知り辞典』新典社、2002年6月。 ISBN 4-7879-7821-7
- 雑学教養研究会『ザ教養 世界三大スープ言えますか』ラッコブックス、新潮社、2002年7月。 ISBN 978-4104552009
- ナヴィインターナショナル『あなたは3つ言えますか? 日本の三大雑学236』幻冬舎文庫、幻冬舎、2003年7月。 ISBN 978-4344403925
- 淡交社編集局編『見て覚える茶の湯の数字言葉 茶道具と名数』淡交社、2004年11月。 ISBN 4-473-03194-2
- 世界の「ふしぎ雑学」研究会『図解 日本の「三大」なんでも事典』王様文庫、三笠書房、2007年3月。 ISBN 978-4837964179
- 世界の「ふしぎ雑学」研究会『図解 世界の「三大」なんでも事典』王様文庫、三笠書房、2007年11月。 ISBN 978-4837963790
- 株式会社レッカ社「『日本三大』なるほど雑学事典」PHP文庫、PHP研究所、2009年12月1日。 ISBN 978-4569673677
- 市川景編著『和漢名数辞典 数にまつわる墨場必携』 木耳社、2010年2月。 ISBN 978-4839309688